# Abdelati El Guesse
Abdelati El Guesse (Arabisch: عبد العاطي الغيسي) (Marrakesh, 27 februari 1993) is een Marokkaans atleet, die is gespecialiseerd in de 800 m en de 1500 m . Hij nam tweemaal deel aan de Olympische Spelen en won hierbij geen medaille.

## Biografie
El Guesse kon zich in 2016 kwalificeren voor de Olympische Spelen. In de zesde reeks van de 800 meter haalde hij de eindmeet niet.
In 2021 nam El Guesse deel aan de uitgestelde Olympische Spelen van 2020 in Tokio. In de eerste reeks van de 800 meter eindigde El Guesse op de 4e plaats, maar dankzij een persoonlijke besttijd van 1.44,84 kon hij zich toch kwalificeren voor de halve finales. In deze halve finale kon El Guesse zich met een achtste plaats niet kwalificeren voor de finale van de 800 meter.

## Persoonlijke records
Outdoor
| Onderdeel | Prestatie | Datum            | Plaats |
| --------- | --------- | ---------------- | ------ |
| 800 m     | 1.44,84   | 31 juli 2021     | Tokio  |
| 1500 m    | 3.38,04   | 20 februari 2021 | Rabat  |

Indoor
| Onderdeel | Prestatie | Datum            | Plaats       |
| --------- | --------- | ---------------- | ------------ |
| 800 m     | 1.46,79   | 6 februari 2022  | Liévin       |
| 1000 m    | 2.18,79   | 14 februari 2022 | Val-de-Reuil |
| 1500 m    | 3.38,22   | 17 februari 2022 | Liévin       |

## Belangrijkste resultaten

### 800 m
- 2015: 5e in series WK - 1.47,49
- 2015:  Universiade - 1.49,29
- 2016: DNF series OS
- 2017: 6e in series WK - 1.46,74
- 2021: 8e in ½ fin. OS - 1.46,85
- 2022: 4e in series Afrikaanse kampioenschappen - 1.51,55
- 2022: 7e Middellandse Zeespelen - 1.46,28
- 2022: 8e in ½ fin. WK - 1.46,46

### 1500 m
- 2022: 6e in series WK Indoor - 3.47,43